# Bóng bàn tại Đại hội Thể thao Đông Nam Á 2013 – Đồng đội nữ
Bóng bàn đồng đội nữ là một phần của nội dung thi đấu môn bóng bàn tại Đại hội Thể thao Đông Nam Á 2013, diễn ra từ ngày 17 đến 19 tháng 12, tại Sân vận động trong nhà Wunna Theikdi, Naypyidaw, Myanmar.

## Lịch thi đấu
Giờ thi đấu được tính theo giờ Myanmar (UTC+06:30)
| Ngày                          | Giờ   | Nội dung    |
| ----------------------------- | ----- | ----------- |
| Thứ ba, 17 tháng 12 năm 2013  | 10:45 | Vòng loại 1 |
| Thứ tư, 18 tháng 12 năm 2013  | 09:00 | Vòng loại 2 |
| Thứ tư, 18 tháng 12 năm 2013  | 14:00 | Vòng loại 3 |
| Thứ năm, 19 tháng 12 năm 2013 | 09:00 | Bán kết     |
| Thứ năm, 19 tháng 12 năm 2013 | 14:00 | Chung kết   |

## Kết quả

### Vòng loại

#### Bảng X
| Đội       | Số trận | Thắng | Thua | Trận thắng | Trận thua | Séc thắng | Séc thua | Điểm thắng-thua | Tổng điểm |
| --------- | ------- | ----- | ---- | ---------- | --------- | --------- | -------- | --------------- | --------- |
| Singapore | 2       | 2     | 0    | 6          | 1         | 19        | 4        | 247-176         | 4         |
| Malaysia  | 2       | 1     | 1    | 4          | 3         | 12        | 10       | 199-187         | 3         |
| Indonesia | 2       | 0     | 2    | 0          | 6         | 1         | 18       | 128-211         | 2         |

| 17 tháng 12 năm 2013 | Singapore | 3 – 0 | Indonesia |  |

| Yu Mengyu                      | Yu Mengyu                      | 3–1 | Novita Oktariyani                   | 11-7, 9-11, 13-11, 11-2 |
| Isabelle Li Siyun              | Isabelle Li Siyun              | 3–0 | Stella Priska Palit                 | 11-8, 12-10, 11-9       |
| Zhou Yihan / Isabelle Li Siyun | Zhou Yihan / Isabelle Li Siyun | 3–0 | Novita Oktariyani / Widya Wulansari | 11-2, 11-6, 12-10       |
|                                |                                |     |                                     |                         |
|                                |                                |     |                                     |                         |

| 18 tháng 12 năm 2013 | Singapore | 3 – 1 | Malaysia |  |

| Yu Mengyu              | Yu Mengyu              | 3–0 | Rou You Lee               | 11-8, 11-4, 11-5       |
| Isabelle Li Siyun      | Isabelle Li Siyun      | 3–0 | Ying Ho                   | 11-9, 11-8, 11-8       |
| Zhou Yihan / Yu Mengyu | Zhou Yihan / Yu Mengyu | 1–3 | Lee Wei Beh / Rou You Lee | 9-11, 11-8, 7-11, 9-11 |
| Zhou Yihan             | Zhou Yihan             | 3–0 | Ying Ho                   | 11-9, 11-2, 11-6       |
|                        |                        |     |                           |                        |

| 18 tháng 12 năm 2013 | Malaysia | 3 – 0 | Indonesia |  |

| Lee Wei Beh              | Lee Wei Beh              | 3–0 | Novita Oktariyani                   | 11-2, 11-8, 11-2 |
| Rou You Lee              | Rou You Lee              | 3–0 | Stella Priska Palit                 | 11-9, 11-9, 11-9 |
| Ying Ho / Rou You vs Lee | Ying Ho / Rou You vs Lee | 3–0 | Novita Oktariyani / Widya Wulansari | 11-4, 11-3, 11-6 |
|                          |                          |     |                                     |                  |
|                          |                          |     |                                     |                  |

#### Bảng Y
| Đội      | Số trận | Thắng | Thua | Trận thắng | Trận thua | Séc thắng | Séc thua | Điểm thắng-thua | Tổng điểm |
| -------- | ------- | ----- | ---- | ---------- | --------- | --------- | -------- | --------------- | --------- |
| Thái Lan | 3       | 3     | 0    | 9          | 0         | 27        | 4        | 342-207         | 6         |
| Việt Nam | 3       | 2     | 1    | 6          | 3         | 20        | 10       | 289-221         | 5         |
| Myanmar  | 3       | 1     | 2    | 3          | 7         | 10        | 23       | 212-320         | 4         |
| Lào      | 3       | 0     | 3    | 1          | 9         | 8         | 28       | 270-365         | 3         |

| 17 tháng 12 năm 2013 | Thái Lan | 3 – 0 | Myanmar |  |

| Khetkhuan Tamolwan                    | Khetkhuan Tamolwan                    | 3–0 | Swe Swe Han                    | 11-3, 11-1, 11-6 |
| Komwong Nanthana                      | Komwong Nanthana                      | 3–0 | Aye Myat Thu                   | 11-5, 11-6, 11-3 |
| Muangsuk Anisara / Khetkhuan Tamolwan | Muangsuk Anisara / Khetkhuan Tamolwan | 3–0 | Aye Myat Thu / Aye Thida Pyone | 11-4, 11-6, 11-2 |
|                                       |                                       |     |                                |                  |
|                                       |                                       |     |                                |                  |

| 17 tháng 12 năm 2013 | Việt Nam | 3 – 0 | Lào |  |

| Mai Hoàng Mỹ Trang                          | Mai Hoàng Mỹ Trang                          | 3–1 | Douangpanya Seangdavieng                      | 11-7, 5-11, 11-3, 11-8 |
| Nguyễn Thế Việt Linh                        | Nguyễn Thế Việt Linh                        | 3–0 | Southammavong Thiphakone                      | 11-5, 11-8, 11-4       |
| Phan Hoàng Tường Giang / Mai Hoàng Mỹ Trang | Phan Hoàng Tường Giang / Mai Hoàng Mỹ Trang | 3–0 | Southammavong Thiphakone / Manychanh Dalavone | 11-6, 11-3, 11-8       |
|                                             |                                             |     |                                               |                        |
|                                             |                                             |     |                                               |                        |

| 18 tháng 12 năm 2013 | Myanmar | 3 – 1 | Lào |  |

| Swe Swe Han                       | Swe Swe Han                       | 3–1 | Douangpanya Seangdavieng                      | 4-11, 5-11, 11-9, 10-12 |
| Aye Myat Thu                      | Aye Myat Thu                      | 1–3 | Southammavong Thiphakone                      | 11-7, 11-9, 11-6        |
| Aye Myat Thu / Myint Myint Hlaing | Aye Myat Thu / Myint Myint Hlaing | 3–0 | Douangpanya Seangdavieng / Manychanh Dalavone | 6-11, 11-4, 11-5, 11-8  |
| Swe Swe Han                       | Swe Swe Han                       | 3–1 | Manychanh Dalavone                            | 11-7, 6-11, 11-4, 11-7  |
|                                   |                                   |     |                                               |                         |

| 18 tháng 12 năm 2013 | Thái Lan | 3 – 0 | Việt Nam |  |

| Muangsuk Anisara                      | Muangsuk Anisara                      | 3–2 | Nguyễn Thế Việt Linh                | 13-15, 7-11, 15-13, 11-7, 11-6 |
| Komwong Nanthana                      | Komwong Nanthana                      | 3–0 | Mai Hoàng Mỹ Trang                  | 11-7, 11-7, 11-5               |
| Muangsuk Anisara / Khetkhuan Tamolwan | Muangsuk Anisara / Khetkhuan Tamolwan | 3–0 | Mai Hoàng Mỹ Trang / Nguyễn Thị Nga | 11-7, 11-4, 11-4               |
|                                       |                                       |     |                                     |                                |
|                                       |                                       |     |                                     |                                |

| 18 tháng 12 năm 2013 | Việt Nam | 3 – 0 | Myanmar |  |

| Nguyễn Thế Việt Linh                | Nguyễn Thế Việt Linh                | 3–0 | Swe Swe Han               | 11-3, 11-2, 11-2 |
| Mai Hoàng Mỹ Trang                  | Mai Hoàng Mỹ Trang                  | 3–0 | Aye Myat Thu              | 11-5, 11-5, 11-4 |
| Mai Hoàng Mỹ Trang / Nguyễn Thị Nga | Mai Hoàng Mỹ Trang / Nguyễn Thị Nga | 3–0 | Sandar Moe / Aye Myat Thu | 11-8, 11-3, 11-3 |
|                                     |                                     |     |                           |                  |
|                                     |                                     |     |                           |                  |

| 18 tháng 12 năm 2013 | Thái Lan | 3 – 0 | Lào |  |

| Komwong Nanthana                      | Komwong Nanthana                      | 3–0 | Douangpanya Seangdavieng                        | 11-4, 13-11, 11-6              |
| Khetkhuan Tamolwan                    | Khetkhuan Tamolwan                    | 3–2 | Southammavong Thiphakone                        | 11-4, 10-12, 11-8, 6-11, 14-12 |
| Muangsuk Anisara / Khetkhuan Tamolwan | Muangsuk Anisara / Khetkhuan Tamolwan | 3–0 | Phimmatoun Sisangvan / Douangpanya Seangdavieng | 11-2, 11-9, 11-6               |
|                                       |                                       |     |                                                 |                                |
|                                       |                                       |     |                                                 |                                |

### Vòng đấu loại trực tiếp
|  | Bán kết | Bán kết   | Bán kết |  |  | Chung kết | Chung kết | Chung kết |  |
|  |         |           |         |  |  |           |           |           |  |
|  | X1      | Singapore | 3       |  |  |           |           |           |  |
|  | Y2      | Việt Nam  | 0       |  |  | X1        | Singapore | 3         |  |
|  | X2      | Malaysia  | 1       |  |  | Y1        | Thái Lan  | 0         |  |
|  | Y1      | Thái Lan  | 3       |  |  |           |           |           |  |

#### Bán kết
| 19 tháng 12 năm 2013 | Singapore | 3 – 0 | Việt Nam |  |

| Yu Mengyu           | Yu Mengyu           | 3–1 | Mai Hoàng Mỹ Trang                          | 12-10, 11-6, 8-11, 12-10 |
| Lin Ye              | Lin Ye              | 3–0 | Nguyễn Thị Nga                              | 12-10, 11-7, 11-1        |
| Zhou Yihan / Lin Ye | Zhou Yihan / Lin Ye | 3–1 | Phan Hoàng Tường Giang / Mai Hoàng Mỹ Trang | 12-10, 8-11, 11-4, 11-3  |
|                     |                     |     |                                             |                          |
|                     |                     |     |                                             |                          |

| 19 tháng 12 năm 2013 | Malaysia | 1 – 3 | Thái Lan |  |

| Rou You Lee           | Rou You Lee           | 2–3 | Khetkhuan Tamolwan                    | 14-16, 6-11, 11-8, 11-4, 2-11 |
| Lee Wei Beh           | Lee Wei Beh           | 3–1 | Komwong Nanthana                      | 11-8, 8-11, 11-9, 11-5        |
| Ying Ho / Lee Wei Beh | Ying Ho / Lee Wei Beh | 0–3 | Muangsuk Anisara / Khetkhuan Tamolwan | 6-11, 10-12, 9-11             |
| Rou You Lee           | Rou You Lee           | 0–3 | Muangsuk Anisara                      | 1-11, 4-11, 15-17             |
|                       |                       |     |                                       |                               |

#### Chung kết
| 19 tháng 12 năm 2013 | Singapore | 3 – 0 | Thái Lan |  |

| Yu Mengyu           | Yu Mengyu           | 3–0 | Komwong Nanthana                      | 11-2, 11-6, 11-5       |
| Lin Ye              | Lin Ye              | 3–1 | Khetkhuan Tamolwan                    | 11-5, 7-11, 11-7, 11-6 |
| Zhou Yihan / Lin Ye | Zhou Yihan / Lin Ye | 3–1 | Muangsuk Anisara / Khetkhuan Tamolwan | 5-11, 11-5, 11-6, 11-8 |
|                     |                     |     |                                       |                        |
|                     |                     |     |                                       |                        |